# ویجایا گده
ویجایا گده یک هندی-آمریکایی است که به عنوان "رهبر جهانی در زمینه حقوقی، سیاست گذاری و اعتماد و ایمنی در توییتر " خدمت می‌کند. در سال ۲۰۱۴، توسط فورچون به عنوان تنها زن در تیم اجرایی توییتر توصیف شد. اگر چه بعداً مدیر ارشد بازاریابی لسلی برلند به او پیوست.و در روز ۱۴۰۱/۰۸/۰۷ توسط ایلان ماسک مالک تویتر اخراج شد و شایعه شد در یک برنامه زنده رادیویی به اتهام نقض آزادی بیان از تویتر اخراج شده که ویدیوی دستکاری شده ای هم در این زمینه فراگیر شد اما بعد از چند روز مشخص شد که ایلان ماسک هرگز این خانم را در برنامه زنده ای اخراج نکرده و آن ویدیوی ساختگی مربوط است به چند سال پیش

## سنین جوانی و تحصیل
گده در هند متولد شد. پدرش تحصیلات تکمیلی را در ایالات متحده دنبال کرد و در ابتدا توانایی مالی برای فرستادن پول برای همسر و دخترش را نداشت؛ تا اینکه گده ۳ ساله شد. خانواده وی به بومونت، تگزاس نقل مکان کردند. وی بومونت را به عنوان یک شهر کوچک با تعداد کمی از خانواده‌های هندی توصیف کرده‌است.
گده لیسانس روابط صنعتی و کار را از دانشگاه کرنل و مدرک JD خود را از دانشکده حقوق دانشگاه نیویورک دریافت کرد.

## حرفه
قبل از پیوستن به توییتر در سال ۲۰۱۱، گده نزدیک به یک دهه کار در یک شرکت حقوقی سیلیکون ولی را سپری کرد و سپس مدتی را به عنوان مدیر ارشد در بخش حقوقی شرکت فناوری سیلیکون ولی صنعت شبکه جنیپر نتورک گذراند. گده در حالی که در شرکت WSGR بود، روی خرید ۴٫۱$ میلیارد دلاری برای ادغام شرکت مک کلاچی-نایت ریدر در سال ۲۰۰۶ کار کرد و به عنوان مشاور «کارگروه پروکسی بورس نیویورک و کمیته حاکمیت شرکتی» فعالیت کرد.
در توئیتر، گده محافظت از حریم خصوصی و مخالفت با سانسور را از اولویت‌های سیاست بین‌المللی توییتر قرار داده‌است؛ به ویژه با طرح دادخواست برای مخالفت با ممنوعیت توئیتر در سال ۲۰۱۴ در ترکیه. او همچنین از استخدام محققان در توییتر برای مطالعه سلامت گفتگو خبر داده‌است.
در سال ۲۰۱۸، گده برای جلساتی در هند به جک دورسی، مدیر عامل توییتر، پیوست که در آن، آن‌ها با چندین فعال دالیت در مورد تجربیات خود در توییتر صحبت کردند. پس از جلسه، فعالان به دورسی تابلویی با عنوان «پدرسالاری برهمینی را نابودکن» دادند که بعداً عکس گرفت. عکس باعث اعتراضات علیه آن‌ها شد؛ برخی نشان رفتار تبعیض آمیز علیه برهمن خواندند. دیگران آن را پاسخ مناسب نسبت به کاست و ظلم و ستم مبتنی بر جنسیت در هند تلقی کردند. گده در یک سری توییت‌ها با عذرخواهی در واکنش به عصبانیت شبکه‌های اجتماعی پاسخ داد: «من از این بابت بسیار متاسفم. بازتاب دهنده دیدگاه‌های ما نیست. ما یک عکس خصوصی با هدیه‌ای که به ما داده‌اند گرفتیم - ما باید بیشتر فکر می‌کردیم. توییتر تلاش می‌کند تا یک بستر بی طرف برای همه باشد. ما در اینجا موفق به انجام این کار نشدیم و باید بهتر بتوانیم به مشتریان خود در هند خدمت کنیم.»
در ۵ مارس ۲۰۱۹، گده در قسمت ۱۲۵۸ از پادکست جو روگان که به میزبانی جو روگان برگزار شد، در کنار جک دورسی، مدیر عامل توییتر، و تیم پول، روزنامه‌نگار، برای بحث در مورد ادعاها مبنی بر اینکه توییتر به سانسور آزادی بیان مشغول است و دارای سوگیری سیاسی اجتماعی است، صحبت کرد؛ که به‌طور گسترده‌ای در آن شکست خورده‌اند.